# Вайтгорс (Південна Дакота)
Вайтгорс (англ. Whitehorse) — переписна місцевість (CDP) в США, в окрузі Дьюї штату Південна Дакота. Населення — 106 осіб (2020).

## Географія
Вайтгорс розташований за координатами 45°16′29″ пн. ш. 100°54′4″ зх. д. / 45.27472° пн. ш. 100.90111° зх. д. (45.274631, -100.901179).  За даними Бюро перепису населення США в 2010 році переписна місцевість мала площу 7,09 км², уся площа — суходіл.

## Демографія
Згідно з переписом 2010 року, у переписній місцевості мешкала 141 особа в 37 домогосподарствах у складі 28 родин. Густота населення становила 20 осіб/км².  Було 40 помешкань (6/км²).
Расовий склад населення:
| - 95,7 % — корінних американців - 2,8 % — білих |

До двох чи більше рас належало 0,7 %. Частка іспаномовних становила 4,3 % від усіх жителів.
За віковим діапазоном населення розподілялося таким чином: 44,0 % — особи молодші 18 років, 53,2 % — особи у віці 18—64 років, 2,8 % — особи у віці 65 років та старші. Медіана віку мешканця становила 19,8 року. На 100 осіб жіночої статі у переписній місцевості припадало 93,2 чоловіків;  на 100 жінок у віці від 18 років та старших — 97,5 чоловіків також старших 18 років.
Середній дохід на одне домашнє господарство  становив 66 079 доларів США (медіана — 37 188), а середній дохід на одну сім'ю — 48 300 доларів (медіана — 28 750). За межею бідності перебувало 52,5 % осіб, у тому числі 79,2 % дітей у віці до 18 років та 0,0 % осіб у віці 65 років та старших.
Цивільне працевлаштоване населення становило 53 особи. Основні галузі зайнятості: освіта, охорона здоров'я та соціальна допомога — 32,1 %, сільське господарство, лісництво, риболовля — 24,5 %, роздрібна торгівля — 11,3 %, будівництво — 9,4 %.